# NGC 2429
NGC 2429 (również NGC 2429A, PGC 21664 lub UGC 3983) – galaktyka spiralna (Sbc), znajdująca się w gwiazdozbiorze Rysia. Odkrył ją Ralph Copeland 10 marca 1874 roku. Prawdopodobnie tworzy fizyczną parę z sąsiednią, mniejszą galaktyką PGC 21663, zwaną też NGC 2429B.